# بد بلایبرگ
بد بلایبرگ (به آلمانی: Bad Bleiberg) یک منطقهٔ مسکونی در اتریش است که در ناحیه فیلاخ-لاند واقع شده‌است. بد بلایبرگ ۲٬۷۵۳ نفر جمعیت دارد.

## خواهرخوانده
شهر پرادامانو خواهرخواندهٔ بد بلایبرگ هست.